# 燕尾叉蕨
燕尾叉蕨（学名：Tectaria simonsii）为叉蕨科叉蕨属下的一个种。

## 扩展阅读
- 維基物種上的相關：燕尾叉蕨